# Маикеле
Маикеле (фр. Maïkélé) — деревня в Чаде, расположенная на территории региона Мандуль.

## Географическое положение
Деревня находится в южной части Чада, к востоку от реки Уам (Бахр-Сара), на высоте 363 метров над уровнем моря.
Населённый пункт расположен на расстоянии приблизительно 498 километров к юго-востоку от столицы страны Нджамены.

## Климат
Климат деревни характеризуется как тропический, с сухой зимой и дождливым летом (Aw в классификации климатов Кёппена). Среднегодовая температура воздуха составляет 27 °C. Средняя температура самого холодного месяца (декабря) составляет 25,2 °С, самого жаркого месяца (апреля) — 30,2 °С. Расчётная многолетняя норма осадков — 1041 мм. В течение года количество осадков распределено неравномерно, основная их масса выпадает в период с апреля по октябрь. Наибольшее количество осадков выпадает в августе (246 мм).

## Транспорт
Ближайший аэропорт расположен в городе Моисала.